# Caddella spatulipilis
Caddella spatulipilis is een hooiwagen uit de familie Caddidae. De wetenschappelijke naam van de soort is, met onjuiste spelling van het geslacht als Cadella, voor het eerst geldig gepubliceerd in 1934 door R.F. Lawrence.